# 武田圭二
武田 圭二（たけだ けいじ、1952年6月13日 - ）は、競輪予想紙・コンドル出版社専務取締役。熊本市出身。

## 来歴
コンドル出版社社長の武田一康は長兄。書道家の武田双葉は夫人、同じく書道家の武田双雲、武田双鳳、武田双龍は実子。
同社小倉競輪場版の予想責任者であるとともに、同場実況中継の解説者も務めている。また、以前ミッドナイト競輪の実況担当であった橋本悠督との掛け合いに定評があった。